# Gastronomía de los Países Bajos

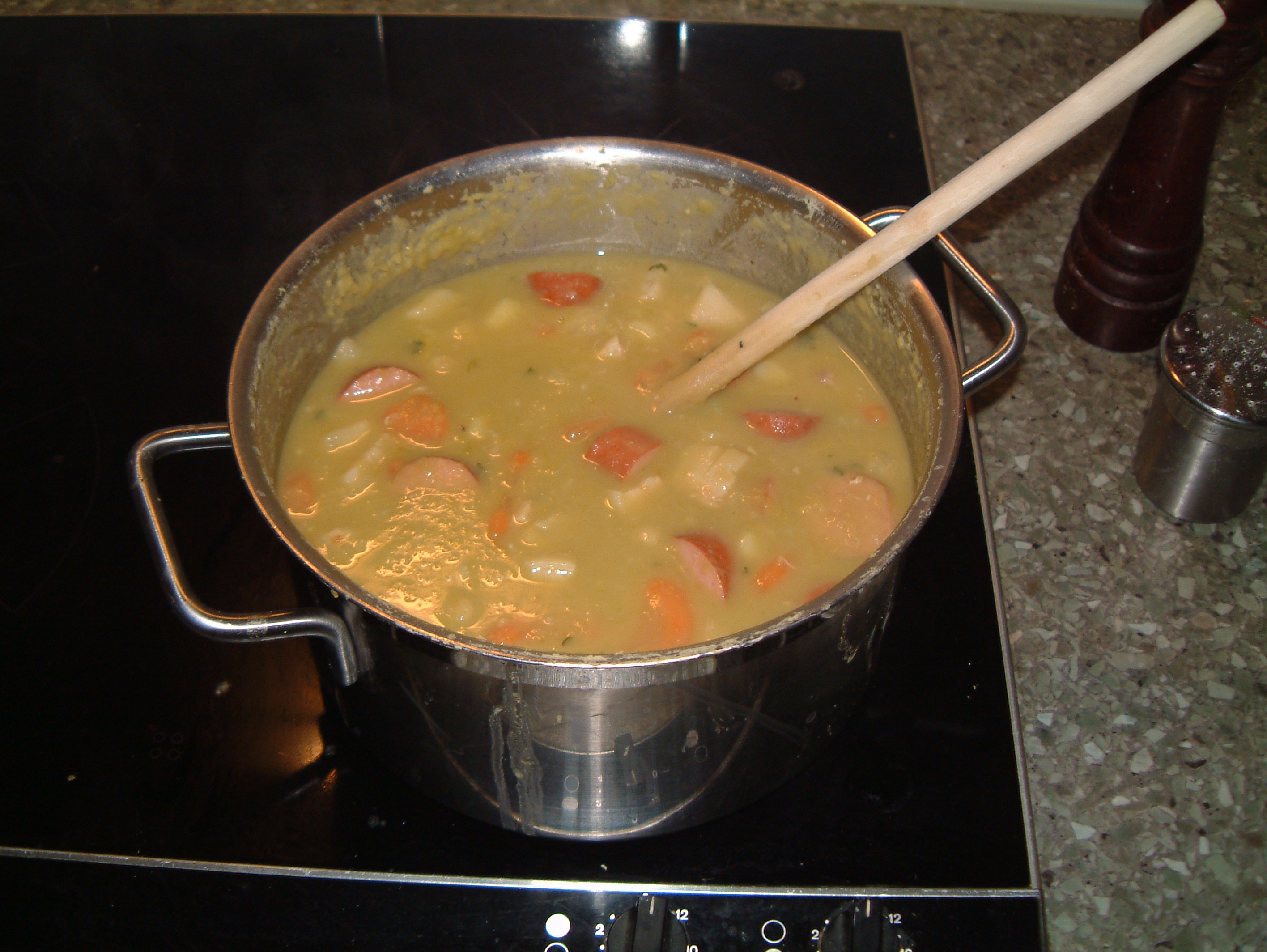
Un erwtensoep (sopa de guisantes) en proceso de elaboración, el plato nacional de los Países Bajos.

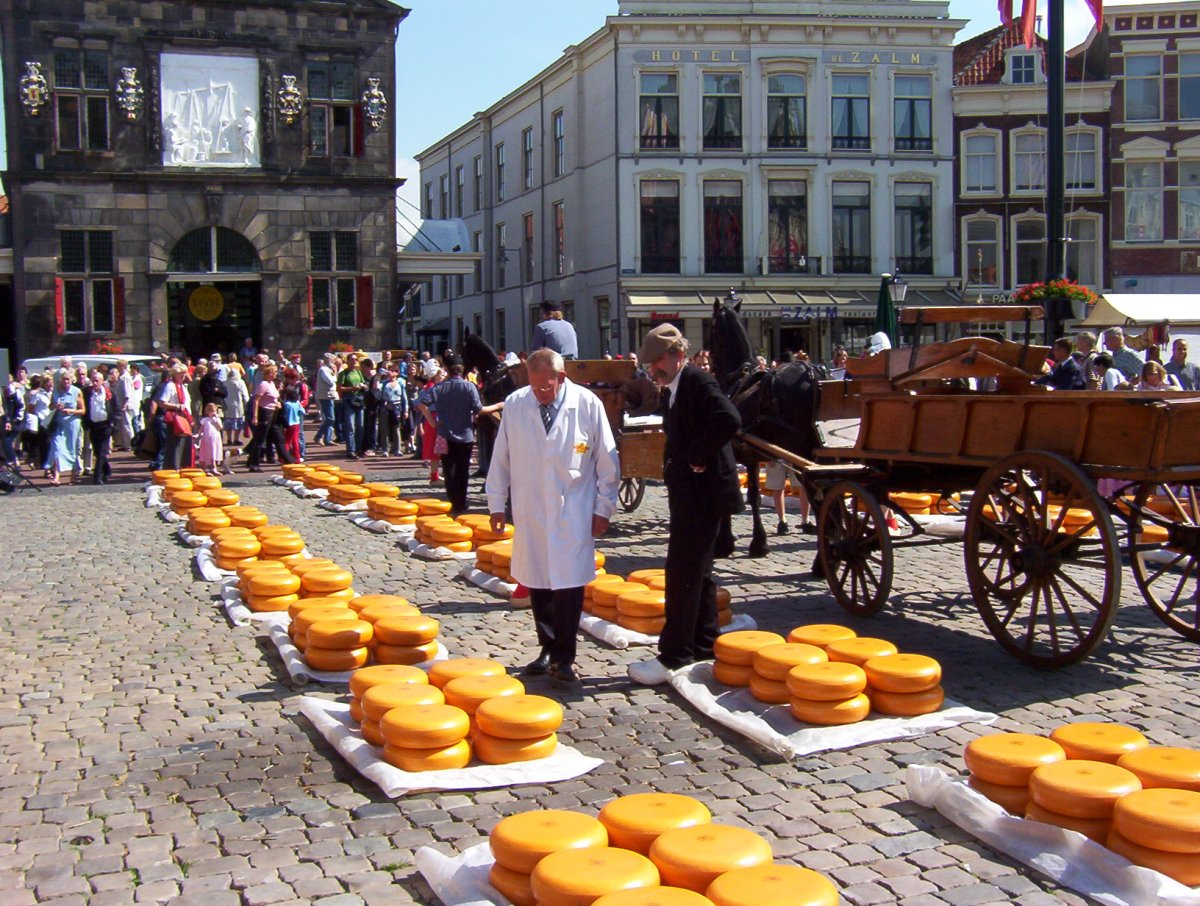
Mercado de quesos en Gouda.

La cocina de los Países Bajos se caracteriza por el consumo en grandes cantidades de pan y patatas, tal y como ya sugiere el pintor neerlandés Vincent van Gogh en su cuadro titulado los comedores de patatas. 
Es muy popular una tostada redonda untada con manteca: el beschuit, que se suele comer como desayuno, con diferentes sabores y que se emplea en diferentes celebraciones. 
La cocina de los Países Bajos es muy conocida por los quesos, algunos de ellos muy populares, como los quesos de Gouda, Edam y Leyden. Muchas de las ciudades en el este de los Países Bajos tienen sus propios quesos, algunos de ellos distinguibles solo por el sabor y por su apariencia exterior.

## Los ingredientes

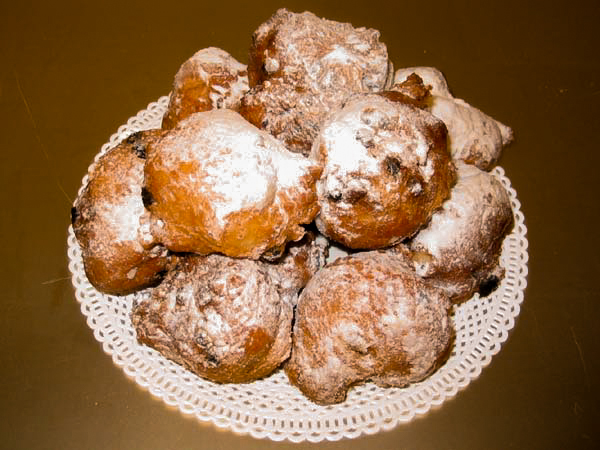
Oliebollen, una especie de bollo neerlandés.

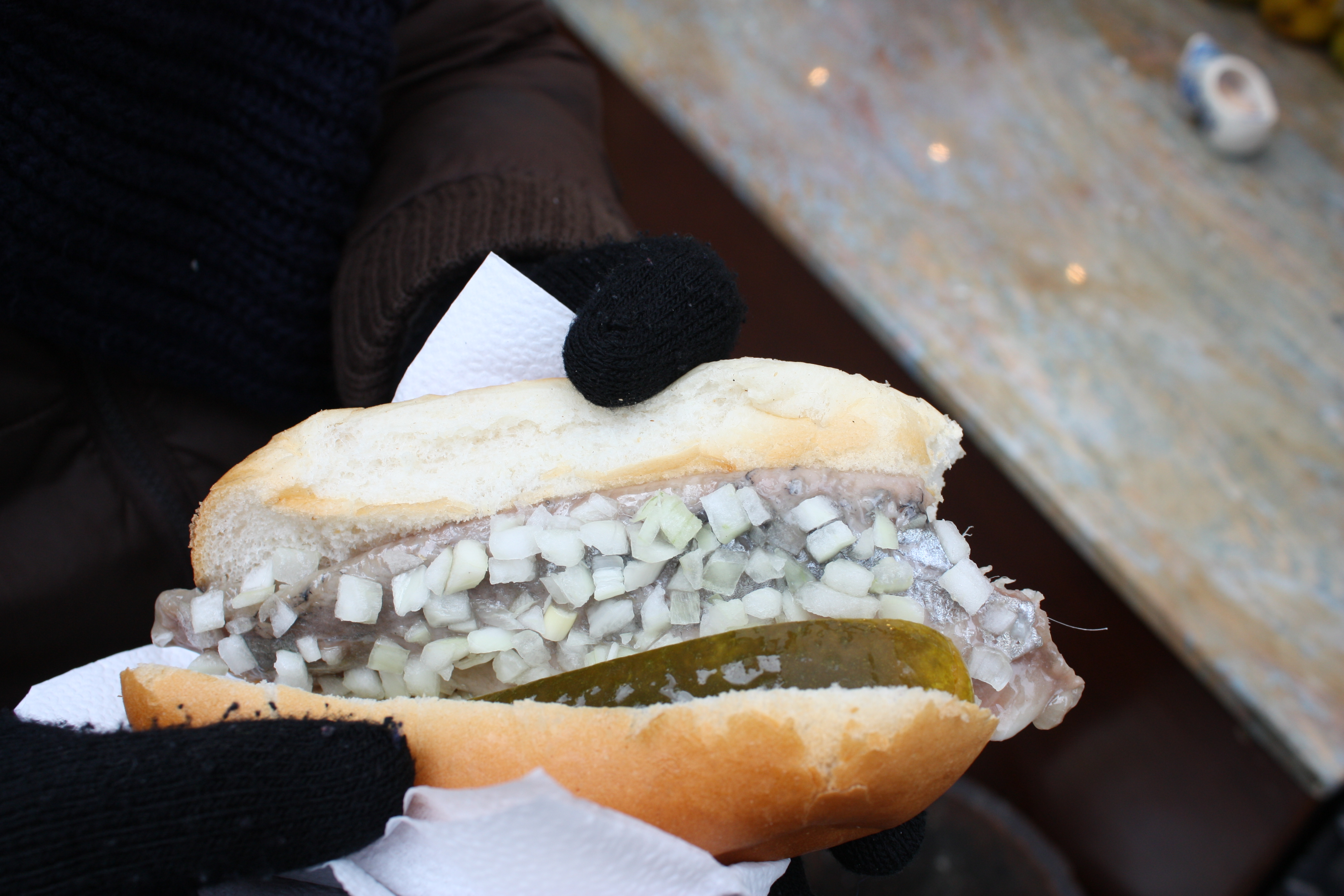
Broodje haring (bocadillo de arenque)

El ingrediente más habitual de la cocina neerlandesa es la patata hervida, acompañando normalmente platos con carne o con verduras. 
Los pescados pueden comerse en cantidad relativa. Este país tiene abundantes costas y una industria pesquera muy intensiva, y puede hacer labores de pesca. Sus productos marinos provienen del mar del Norte. Entre los pescados típicos se encuentra la anguila, que se sirve ahumada y se conoce como gerookte paling si se sirve en plato; en bocadillo es el broodje paling. 
En el terreno de los mariscos se comen los mejillones, que se pueden preparar en caldo corto o fritos en mantequilla, y una especie de gamba pelada (garnalen), que se come con diferentes salsas. Las ostras provienen de la provincia de Zelanda. 
El haring (arenque), un pescado que se come crudo, se sirve solo o acompañado de cebollas crudas. También se come en bocadillo (broodje haring) o pan de centeno. Si se como solo, hay una manera típica de comerlo: se coge el pez entero por el rabo, se eleva y se muerde, mientras se mantiene el pez casi por encima de la cabeza. "Zure haring" es arenque conservado con vinagre natural, cebolla, sal, pimienta, enebro y varias otras especias. Una modificación a "zure haring" es "zure bom" (bomba ácida), que es un pepinillo grande en vinagre enrollado en un arenque en conserva, fijada con un pallilo de coctél o mondadientes.

### Quesos
El queso es uno de los elementos culinarios más representativos de la cocina de los Países Bajos, algunos de ellos son mundialmente conocidos, como por ejemplo el suave y cremoso Gouda y el Edam, denominado a veces como queso de bola, por tener un recubrimiento de cera rojo en un aspecto esférico. Este queso puede ser tierno, ya que se madura sólo durante dos o tres meses, o envejecido, con un periodo de maduración muy superior, que puede alcanzar los 20 meses. El sabor en ambos casos es ligeramente salado y es directamente proporcional al tiempo empleado en su curación: a más tiempo, más dulce. 
Otros quesos neerlandeses son: Leerdammer, el Mimolette y el Roomano. Las denominaciones de origen protegidas oficialmente a nivel europeo son:
- Boeren-Leidse met sleutels
- Kanterkaas, Kanternagelkaas, Kanterkomijnekaas
- Queso edam
- Queso gouda

### Cervezas
Las cervezas más conocidas son las de producción nacional y que debido a la fuerte exportación son conocidas en casi todo el mundo. 
Entre ellas están Heineken y Amstel, ambas de sabor tirando a suave. En el terreno de las cervezas con sabores más fuertes está la Grolsch. 
Existe en los Países Bajos una tradición por la elaboración de cerveza local, típica en los países del norte de Europa. Así, la ciudad de Ámsterdam elabora la cerveza Columbus, y Limburgo y Brabante Septentrional la Brand, Bavaria y Gulpen, y en Groningen el Baxbier y otras.

### Bebidas alcohólicas
En el terreno de las los aguardientes es muy típico de la región de Maastricht un advocaat elaborado con bayas y corteza de aliso. Entre las bebidas con menor contenido alcohólico está el Vieux que es una especie de coñac neerlandés.
La bebida más popular en los Países Bajos es la ginebra (jenever). En ocasiones la ginebra acompaña a la cerveza en un pequeño vasito de licor, que se conoce como borrel o kopstoot.

## Costumbres

### El desayuno
El desayuno se sirve muy temprano y suele ser fuerte y muy variado: a base de elementos dulces y salados. Se suele servir el chocolate caliente chocomelk, que en ocasiones va acompañado de nata fresca batida (slagroom).

### Almuerzo
La comida de mediodía suele ser ligera y es preferible hoy en día el estilo de comida rápida, que en Ámsterdam suele ser la cadena de comida rápida FEBO la favorita, para tomar algo ligero y nada complicado. Para esta hora lo más habitual es el bocadillo. También se puede consumir un uitsmijter, que consiste de dos rebanadas de pan cubiertas con jamón o queso y encima dos huevos fritos. 
Lo más popular es el boterham, que generalmente se compone de una rebanada de pan de molde con una loncha de queso o embutido.
Son muy populares los pastelillos de hojaldre saucijzenbroodje y los pannekoeken, que son una especie de crêpes en dos variantes: dulces o salados. 
Para postres suele tomarse los famosos Droste que son unas pastas redondas con chocolate típicas de Haarlem, las galletas al jengibre o el roggebrood, que es un pan de centeno servido con una sopa de guisantes.
Las Patat son patatas fritas con mucha Mayonesa se pueden encontrar por la calle en cualquier puesto callejero de comida rápida, y son muy comunes en todo el país. Muy típico es el patatje speciaal que son patatas fritas con mayonesa, cebolla picada y salsa curry, o el patatje oorlog que lleva Mayonesa y salsa saté. 
La comida del mediodía va por lo general acompañada de un vaso de leche o en verano karnemelk (suero de mantequilla).

### Cena

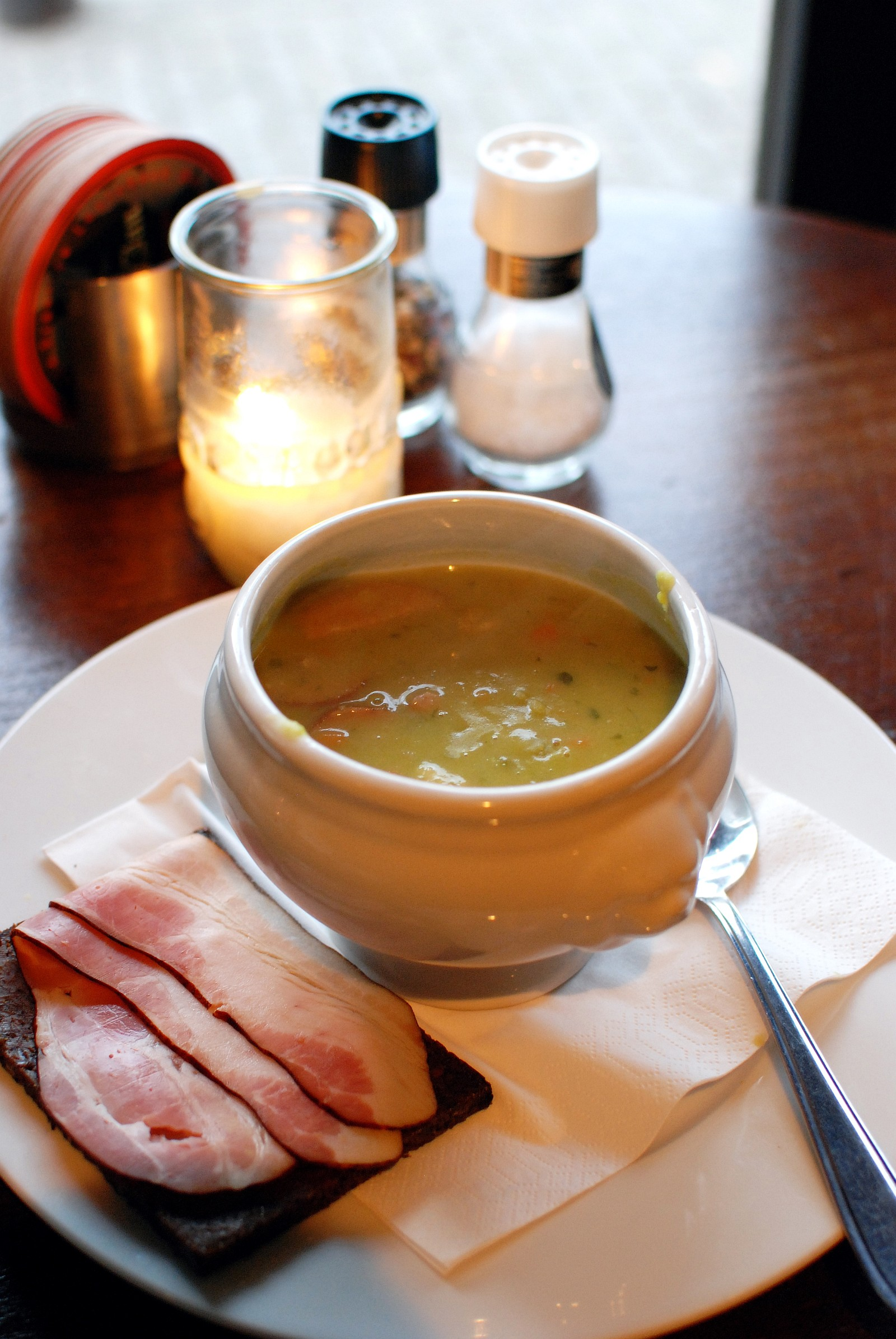
Sopa de guisantes acompañada con pan de centeno y tocino ahumado. Una combinación tradicional en los Países Bajos.

En las costumbres culinarias de esta región de Europa la cena se considera como la comida principal. En ese momento se puede servir el plato típico de los Países Bajos: el Rijsttafel ("mesa de arroz") se trata de una variedad de platos a base de arroz servidos con diversos acompañamientos tales como: legumbres, carne picada y aves, pescado, etc. El Rijsttafel tiene su origen en Indonesia (antigua colonia de los Países Bajos): la base es arroz pero va acompañado de muchas otras comidas típicas indonesias. El Rijsttafel es una invención neerlandesa porque los neerlandeses querían probar de todo un poco durante su estancia en Indonesia y así se formó este plato típico. Otro plato procedente de esa etapa culinaria es el Erwtensoep (sopa de guisantes pelados), una de las especialidades de la comida neerlandesa; es un plato típico de invierno, que suele ser acompañado de pan de centeno y katenspek, tocino neerlandés. 
En invierno también se comen varios tipos de stamppot (estofado de patatas con verdura), una comida muy típica que tiene sus raíces en España. Durante la guerra de 1568-1648, cuando los habitantes de Leiden triunfaron sobre los conquistadores, encontraron entre sus posesiones patatas, cebollas y zanahorias. Este "tesoro" llevó también a la creación del plato típico conocido como Hutspot, un guiso de carne acompañado de verduras.

## Algunos platos
La sopa de guisantes denominada Erwtensoep es una de las especialidades de la cocina neerlandesa. Se dice que su origen proviene de que los marineros lo encontraban muy nutritivo. Este plato contiene además patatas, puerros y manos de cerdo, salchichas y apio, con sal y pimienta. Se suele servir acompañado de unas rebanadas de pan. 
Un plato con verduras es el boerenkool (col verde), otro de los platos más populares, que se prepara a base de coles cocidas en agua a fuego lento. 

### Lista de algunos platos
| Almuerzos Plato principal - Broeder (a veces servido como postre) - Hete Bliksem - Hutspot - Jachtschotel - Pannenkoeken (tortita) - Erwtensoep / Snert (a veces servido como un snack) - Poffertjes (a veces servido como un snack) - Ratjetoe - Zuurkool - Boerenkool (col crespa) - Vijfschaft Platos parciales - Balkenbrij - Blinde vink - Bloedworst butifarra negra - Butter en eek - Droge worst - Eierbal - Wentelteefje (= tostada francesa) - Hollandse nieuwe (matjes) - Rolmops - Vleesbrood/Gehaktbrood - Stoofperen (stewed pears) - Zure zult | Snacks - Bitterballen - Frikandel - Huzarensalade - Kroket (croqueta) - Patatfriet - Piccalilly - Spekdik Otros - Appelstroop - Kruudmoes - Molleboon - Pindakaas - Hagelslag - Uierboord Postres - Appelgebak - Broodpap - Chocoladefondue - Drie in de pan - Griesmeelpudding - Grutjespap - Haagse bluf - Hangop - Jan in de zak - Karnemelksepap - Krentjebrij - Pruimencompôte - Rijstebrij (pudding de arroz) - Vla | Platos de Pasta Snacks - Appelflap - Appeltaart - Arnhemse meisjes - Arretjescake - Banketstaaf - Bolus - Borstplaat - Bossche bol - Brabants worstenbroodje - Dikke koek - Drop (regaliz) - Fryske dumkes - Gevulde koek - Groninger koek - Hopjes - Janhagel - Ketelkoek - Kindermanstik - Knieperties - Krakeling - Krentenwegge - Kruidkoek - Limburgse vlaai - Nonnevotten - Oliebollen - Ouwewijvenkoek - Poffertjes - Rijstekoek - Slagroomtaart - Spekkoek - Sprits - Suikerbrood - Tompouce - Trommelkoek Cookies - Bitterkoekjes - Kletskop - Pepernoten - Speculaas - Stroopwafel - Taai-taai | Bebidas tradicionales - Advocaat - Anijsmelk - Boerenjongens - Boerenmeisjes - Brandewijn - Heet bier - Jenever - Kandeel - Karnemelk - Koffie verkeerd - Korenwijn - Kraamanijs - Kwast - Lager - Oranjebitter - Trappistenbier |

## Dulces y postres

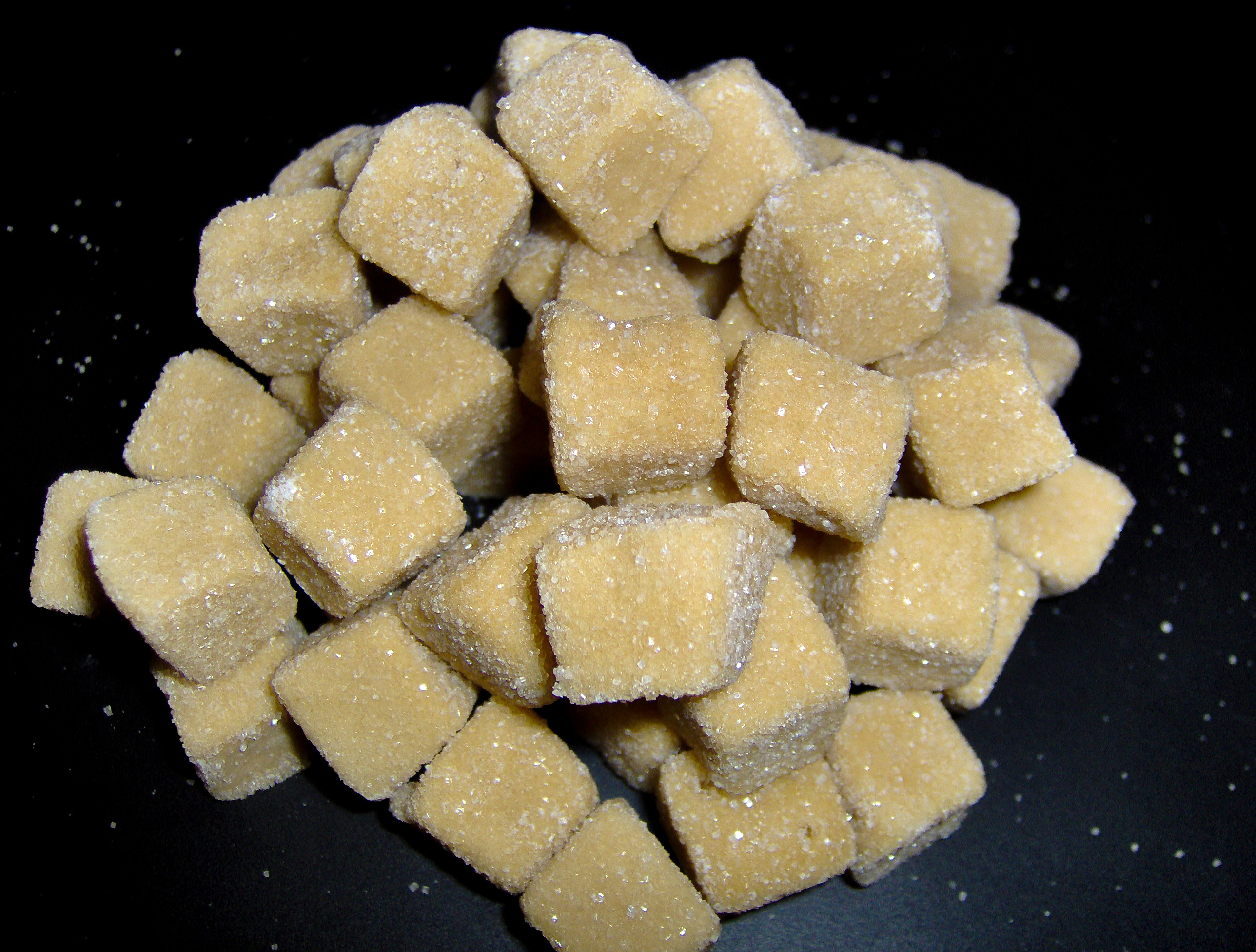
Ladrillos de regaliz.

Es muy apreciado por sus conocidos dulces, Stroopwafels, una especie de galleta rellena de caramelo.
Un dulce muy famoso en los Países Bajos es el Drop: se trata de un caramelo de regaliz muy popular, elaborado con regaliz, que posee versiones tanto dulces como saladas, en algunas ocasiones se saboriza con fondant de coco (Engelse drop o drop inglés), miel (honingdrop), menta (muntdrop), y hojas de laurel o salmiak.

### Dulces de San Nicolás
Con la llegada de las celebraciones del san Nicolás (Sinterklaas) aparecen en la escena culinaria neerlandesa una diversidad de dulces que se identifican claramente con la tradición y celebración de la fiesta de San Nicolás (5 de diciembre). 
Entre los dulces más populares se encuentran las pequeñas galletas denominadas pepernoten, los kruidnoten, los pequeños mazapanes, los borstplaat, así como los speculaas (speculator = obispo, de esta forma se les denomina bisschopskoek), taaitaai, suikergoed, popjes van chocolade (muñecas de chocolate), y banketletters. 
Uno de los dulces más típicos en los Países Bajos en esta época son los chocoladeletter ('letras de chocolate'). Uno de los personajes ficticios más populares del san Nicolás: Pedrito el Negro es el encargado de lanzar ("strooit") estos dulces a las casas, o en los lugares públicos, en una operación que se denomina strooigoed.